# 댄스 타운
"댄스 타운"은 2011년에 개봉한 대한민국의 영화이다.

## 캐스팅
- 라미란 : 리정림 역
- 주유랑 : 김수진 역
- 오성태 : 오성태 역
- 이준혁 : 이준혁 역
- 노슬기 : 지나 역
- 이설구 : 조선족 남자 역
- 정희라 : 김성희 역
- 이용주 : 정만일 역
- 달시 파켓 (특별출연)